# ساعة معتمدة
الساعة المعتمَدة هي الاستحقاق الذي يناله الطالب مقابل دراسته لدورة أو لمادة في المدرسة أو الجامعة وتستخدم كمقياس لمدى أهلية الطالب للتخرج إذا أتم عدد معين من الساعات المعتمدة.

## الساعات المعتمدة في المدارس الثانوية

### الولايات المتحدة
في المدارس الثانوية في الولايات المتحدة، تكون لكل المواد عادة نفس عدد الساعات المعتمدة. يكتسب الطالب ساعة معتمدة لمادة تستمر العام بأكمله، ونصف ساعة معتمدة لمادة تستمر لفصل دراسي ‏ واحد. تسمى الساعة المعتمدة وحدة كارنيغي. بعد الأربعة سنوات المعتادة، يحتاج الطالب 26 وحدة أو ساعة معتمدة للتخرج (بمتوسط من 6 لـ 7 في أي وقت خلال دراسته). بعض المدارس لديها 3 سنوات من الدراسة فقط لأن الصف التاسع هو جزء من الدراسة المتوسطة، بحيث يكون المطلوب من 18 لـ 21 ساعة.

### كندا
في كندا، يمكن اكتساب الساعات المعتمدة لدى إتمام دراسة دورة أو مادة في المدرسة الثانوية. يعتمد اكتساب الساعة المعتمدة على ما إذا نجح الطالب في المادة أم لا. هناك عدد محدد من الساعات مطلوبة للتخرج من المدرسة الثانوية. نظام الساعات المعتمدة هناك شبيه لنظيره في الولايات المتحدة.

## الساعات المعتمدة في الجامعة

### الولايات المتحدة

#### الساعات المعتمدة
في كلية أو جامعة في الولايات المتحدة، يكتسب الطلبة عادة الساعات المعتمدة بناءً على عدد «ساعات التواصل» أثناء الدراسة في الأسبوع خلال الفصل الدراسي، والتي تلقب عادة «ساعة معتمدة فصلية». ساعة التواصل تتضمن الوقت في أية محاضرة أو معمل يدرّس الأستاذ فيها الطالب أو يدربه مطبقا معلومات المادة على نشاط ما. بصرف النظر عن مدة دراسة المادة (سواء في فصل دراسي طويل أو قصير كالفصل الصيفي)، وبحسب الولاية، فإن الساعة الدراسية الفصلية تتألف من 15 إلى 16 ساعة تواصل فعلية في الفصل الدراسي. معظم مواد الجامعات والكليات تحتسب كـ3 ساعات معتمدة فصلية أو ما يتراوح بين 45 و48 ساعة تواصل، أي أن الطلبة ومدرسيهم يجتمعون عادة لثلاث ساعات في الأسبوع على مدار فصل دراسي ذو 15 أسبوعا.
الواجب المنزلي أو الفرض المنزلي هو الوقت الذي يقضيه الطالب مطبقا ما تعلم دون إشراف من مدرسه، وهذا يتضمن استذكار الملاحظات والقراءات الخارجية وكتابة الأبحاث أو أي نشاط آخر يتم دون إشراف كالأعمال المعملية أو الميدانية. المتوقع من الطلاب بشكل عام هو تقضيتهم ثلاث ساعات خارج الفصل في الدراسة وحل الواجبات المنزلية لكل ساعة يقضونها في الفصل (ساعة تواصل)، لذلك عادة ما يكون العبء الدراسي في الفصل الدراسي هو 15 ساعة معتمدة فصلية للدراسة بدوام كامل، وعند الكثير من الجامعات يكون الحد الأدنى للعبء الدراسي 12 ساعة معتمدة فصلية للدوام الكامل. بعض الجامعات تضع تسعيرة ثابتة للطلبة الدارسين بدوام كامل بحيث  يدفع الطالب المسجل لأكثر من 12 أو 15 ساعة معتمدة نفس الذي يدفعه الطالب المسجل لمواد مجموعها 12 أو 15 ساعة معتمدة. الطالب بدوام جزئي الدارس لمواد مجموع ساعاتها أقل من 12 ساعة  يدفع لكل ساعة، بالإضافة إلى
الرسوم الثابتة.
الساعات المعتمدة المستحقة للدراسة في المعامل والمختبرات والاستدويوهات بالإضافة إلى التدريبات البدنية والتدريب في الشركات عادة ما تكون أقل من الساعات المستحقة للدراسة في المحاضرات. عادة ما تعطى ساعة معتمدة لكل ساعتين أو ثلاث تقضى في معمل أو استوديو، بناء على مقدار التدريس المطلوب قبل المعمل. لكن لبعض الخبرات الميدانية مثل قيام الطالب بالتدريس كمتطلب ليحصل على رخصة تدريس قد يكتسب الطالب من 8 إلى 10 ساعات معتمدة فقط في الفصل الدراسي مقابل بذله لـ40 ساعة في الأسبوع من العمل.
لاحتساب المعدل التراكمي (بالإنجليزية: GPA)، يتم ضرب الدرجة التي يحصل عليها الطالب في كل مادة في عدد ساعاتها المعتمدة. لذلك، تقدير جيد جدا أو «ب» "B" (ثلاث درجات) في نظام من أربعة درجات يعطي 12 ساعة. يتم جمع تلك الساعات ثم قسمتها على عدد الساعات المعتمدة الإجمالي الذي درسه الطالب للحصول على المعدل التراكمي.